# 林通顕
林 通顕（はやし みちあき）は、江戸時代後期の宇和島藩士。明治政府初期の官吏。通称は玖十郎、後に改名し得能亜斯登（とくのう あすと）と名乗る。

## 略歴
伊達宗城の小姓から側近として取り立てられ、幕末は宇和島藩の京都留守居役として、勤皇の志士らとの連絡役を勤めた。
慶応4年（1868年）、参与に任ぜられ、引き続き、戊辰戦争において東征大総督府下参謀に広沢真臣辞任後、西郷隆盛と共に任命される。参謀在任中、西郷不在の東征大総督有栖川宮熾仁親王の側にあって、会津藩及び松平容保の処分を問われた際に徹底殲滅の命を出したとされる。

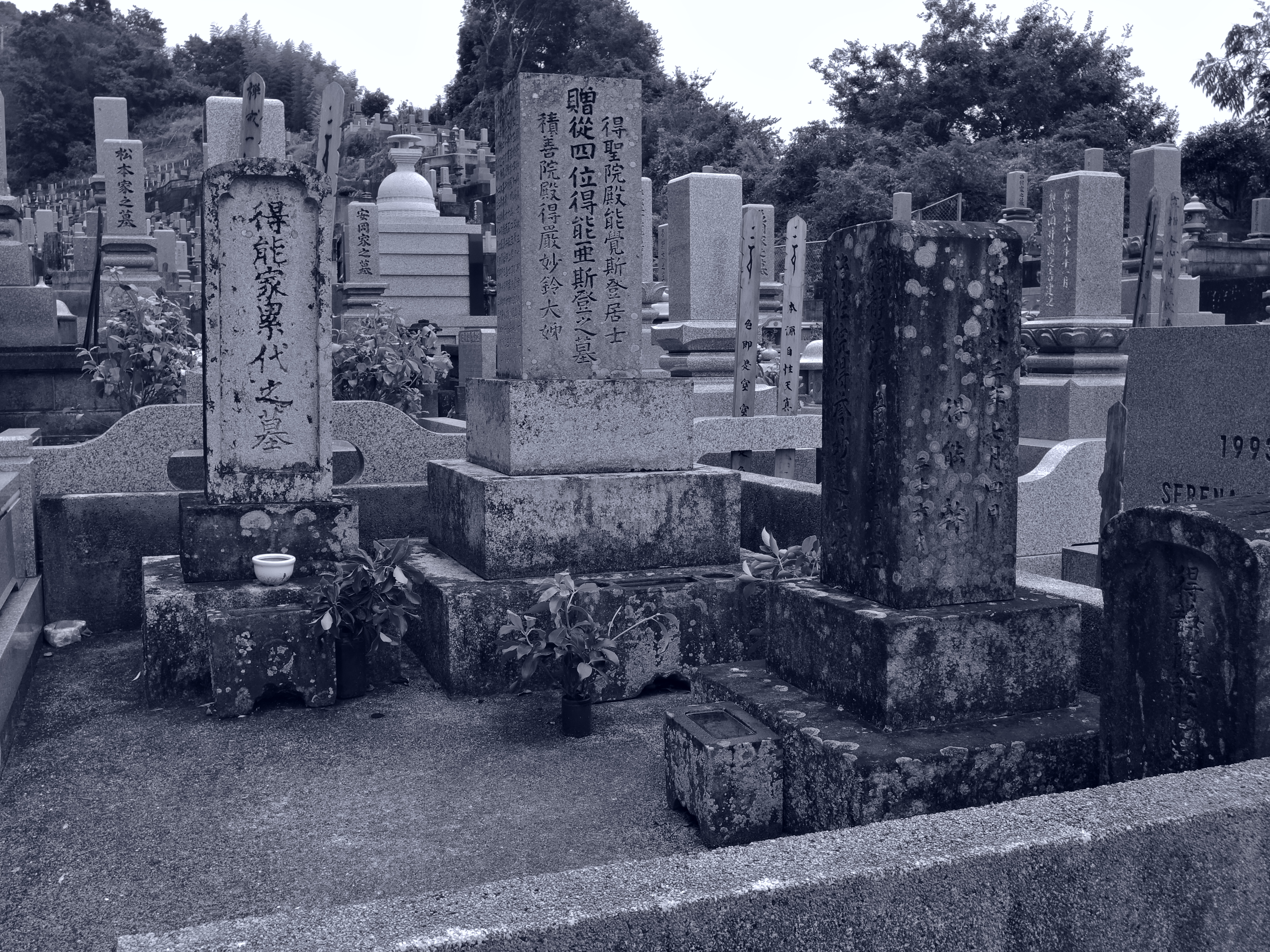
得能亜斯登の墓所、神田山泰平寺

明治2年（1869年）から明治4年（1871年）にかけ、開拓権判官。
明治36年（1903年）、従四位を追贈された。